# الصليب الذهبي (مسلسل كوري)
الصليب الذهبي (بالكورية: 골든 크로스)؛ هو مسلسل تلفزيوني كوري جنوبي 2014 ، تم بثه على كي بي إس 2 من 9 أبريل إلى 19 يونيو 2014 يومي الأربعاء والخميس في الساعة 22:00 لمدة 20 حلقة. 

## القصة
تدور أحداث هذه الدراما حول إنتقام رجل بعد أن تورط في مخطط “الصليب الذهبي” والمسؤول عن المؤامرة التي دمرت عائلته وطالبت بحياتهم في نهاية المطاف. “الصليب الذهبي” هم مجموعة من النخبة الذين يسيطرون على اقتصاد كوريا من مكان مجهول. (كانغ دويون) يهتم كثيراً بأمه وشقيقته الصغرى، لكن يتم قتل أخته الصغرى فيسعى بعد ذلك للإنتقام من الجاني.

## بطولة
- كيم كانغ وو في دور كانغ دو يون
- لي سي يونغ في دور سيو يورا
- أوم كي جون في دور مايكل جلنغ
- هان إيون-غونج في دور هوانغ سيرا
- جونغ بو سوك في دور سيو دونغ ها

## المشاهدات
| حلقة # | تاريخ البث الأصلي | متوسط حصة الجمهور | متوسط حصة الجمهور          | متوسط حصة الجمهور | متوسط حصة الجمهور          |
| حلقة # | تاريخ البث الأصلي | تقييمات TNmS      | تقييمات TNmS               | إيه جي بي نيلسن   | إيه جي بي نيلسن            |
| حلقة # | تاريخ البث الأصلي | على الصعيد الوطني | منطقة العاصمة الوطنية سيول | على الصعيد الوطني | منطقة العاصمة الوطنية سيول |
| ------ | ----------------- | ----------------- | -------------------------- | ----------------- | -------------------------- |
| 1      | 9 أبريل 2014      | 5.0٪              | 5.2٪                       | 5.7٪              | 6.1٪                       |
| 2      | 10 أبريل 2014     | 5.2٪              | 5.3٪                       | 5.0٪              | 5.4٪                       |
| 3      | 23 أبريل 2014     | 4.7٪              | 5.0٪                       | 5.3٪              | 5.7٪                       |
| 4      | 24 أبريل 2014     | 4.9٪              | 5.2٪                       | 5.1٪              | 5.9٪                       |
| 5      | 30 أبريل 2014     | 5.4٪              | 5.7٪                       | 6.6٪              | 7.6٪                       |
| 6      | 1 مايو 2014       | 5.9٪              | 6.4٪                       | 6.1٪              | 7.0٪                       |
| 7      | 7 مايو 2014       | 6.9٪              | 7.1٪                       | 7.2٪              | 7.6٪                       |
| 8      | 8 مايو 2014       | 7.2٪              | 7.4٪                       | 8.0٪              | 8.0٪                       |
| 9      | 14 مايو 2014      | 7.3٪              | 7.7٪                       | 8.0٪              | 9.0٪                       |
| 10     | 15 مايو 2014      | 6.9٪              | 7.6٪                       | 8.0٪              | 8.8٪                       |
| 11     | 21 مايو 2014      | 7.1٪              | 7.6٪                       | 7.6٪              | 7.8٪                       |
| 12     | 22 مايو 2014      | 6.8٪              | 7.2٪                       | 7.6٪              | 7.9٪                       |
| 13     | 28 مايو 2014      | 8.7٪              | 9.5٪                       | 9.2٪              | 9.7٪                       |
| 14     | 29 مايو 2014      | 7.7٪              | 7.9٪                       | 9.2٪              | 9.7٪                       |
| 15     | 4 يونيو 2014      | 10.8٪             | 13.1٪                      | 11.3٪             | 12.6٪                      |
| 16     | 5 يونيو 2014      | 8.7٪              | 9.2٪                       | 10.1٪             | 11.5٪                      |
| 17     | 11 يونيو 2014     | 9.2٪              | 10.6٪                      | 10.7٪             | 11.8٪                      |
| 18     | 12 يونيو 2014     | 8.6٪              | 9.6٪                       | 9.1٪              | 10.1٪                      |
| 19     | 18 يونيو 2014     | 8.1٪              | 8.6٪                       | 9.2٪              | 9.7٪                       |
| 20     | 19 يونيو 2014     | 9.5٪              | 10.1٪                      | 10.1٪             | 11.0٪                      |
| معدل   | معدل              | 7.2٪              | 7.8٪                       | 8.0٪              | 8.6٪                       |

## جوائز وترشيحات
| قائمة الجوائز والترشيحات | قائمة الجوائز والترشيحات | قائمة الجوائز والترشيحات                   | قائمة الجوائز والترشيحات | قائمة الجوائز والترشيحات | قائمة الجوائز والترشيحات |
| السنة                    | الجائزة                  | الفئة                                      | المستلم                  | النتيجة                  |                          |
| ------------------------ | ------------------------ | ------------------------------------------ | ------------------------ | ------------------------ | ------------------------ |
| 2014                     | جوائز KBS للدراما        | جائزة التميز ، ممثل في دراما متوسطة الطول  | كيم كانغ وو              | رُشِّح                      |                          |
| 2014                     | جوائز KBS للدراما        | جائزة التميز ، ممثلة في دراما متوسطة الطول | لي سي يونغ               | رُشِّح                      |                          |
| 2014                     | جوائز KBS للدراما        | أفضل ممثلة مساعدة                          | هان إيون جونغ            | فوز                      |                          |

## الإنتاج
تم اختيار بارك سي هو في الأصل لدور مايكل جونغ، لكن استمرار الغضب العام بشأن قضية الاعتداء الجنسي في عام 2013 مما دفع قناة كي بي إس إلى إلغاء اختياره.

## روابط خارجية
الصليب الذهبي على موقع IMDb (الإنجليزية)
- الصليب الذهبي على موقع كينوبويسك (الروسية)
- الصليب الذهبي على موقع قاعدة بيانات الفيلم (الإنجليزية)